# オスロ市電SL95形電車
SL95は、かつてノルウェーの都市・オスロの路面電車のオスロ市電で使用されていた電車。イタリアで製造された、車内の一部がバリアフリーに適した低床構造となっている部分超低床電車で、形式名の「SL95」は1995年に発注が実施された連接式路面電車（Sporvogn Ledd）を意味していた。

## 概要

### 導入までの経緯
1990年代初頭、当時オスロ市電を運営していたオスロ運営主体公社（AS Oslo Sporveier）は、市電向けの新型電車の導入を検討していた。当初はスウェーデンのストックホルム向け車両との同時発注やチェコスロバキア（現：チェコ）のČKDタトラ製のタトラT7B5の導入などが計画され、後者については実際に試運転も実施されたものの、両者とも実現せずに終わった。その後、独自でオスロ市電向け車両を発注する形へと計画が変更され、欧州各地の鉄道車両メーカーとの間で交渉が行われた結果、1995年にイタリアのアンサルドとフィレマのコンソーシアムとの間に新型電車に関する契約が交わされた。これに基づき製造が実施されたのがSL95である。

### 構造
SL95形は全溶接式のアルミニウム合金製車体を有する両運転台の3車体連接車で、車体両側に乗降扉が設置されていた。編成内の4箇所に設置されていた台車は全て三相誘導電動機（出力105 kw）が搭載されている動力台車で、1次ばねにはゴムばね、2次ばねには空気ばねが用いられていた。制動装置としてオスロ市電に存在する勾配区間に適した回生ブレーキが採用されていた他、台車にはディスクブレーキが、非常用として電磁吸着ブレーキが搭載されていた。
車内は全体の50 %が床上高さ350 mmの低床構造となっており、乗降扉のうち3箇所は低床部分に設置されていた他、低床部分の乗降扉付近には車椅子スペースが編成内に2箇所設置されていた。。

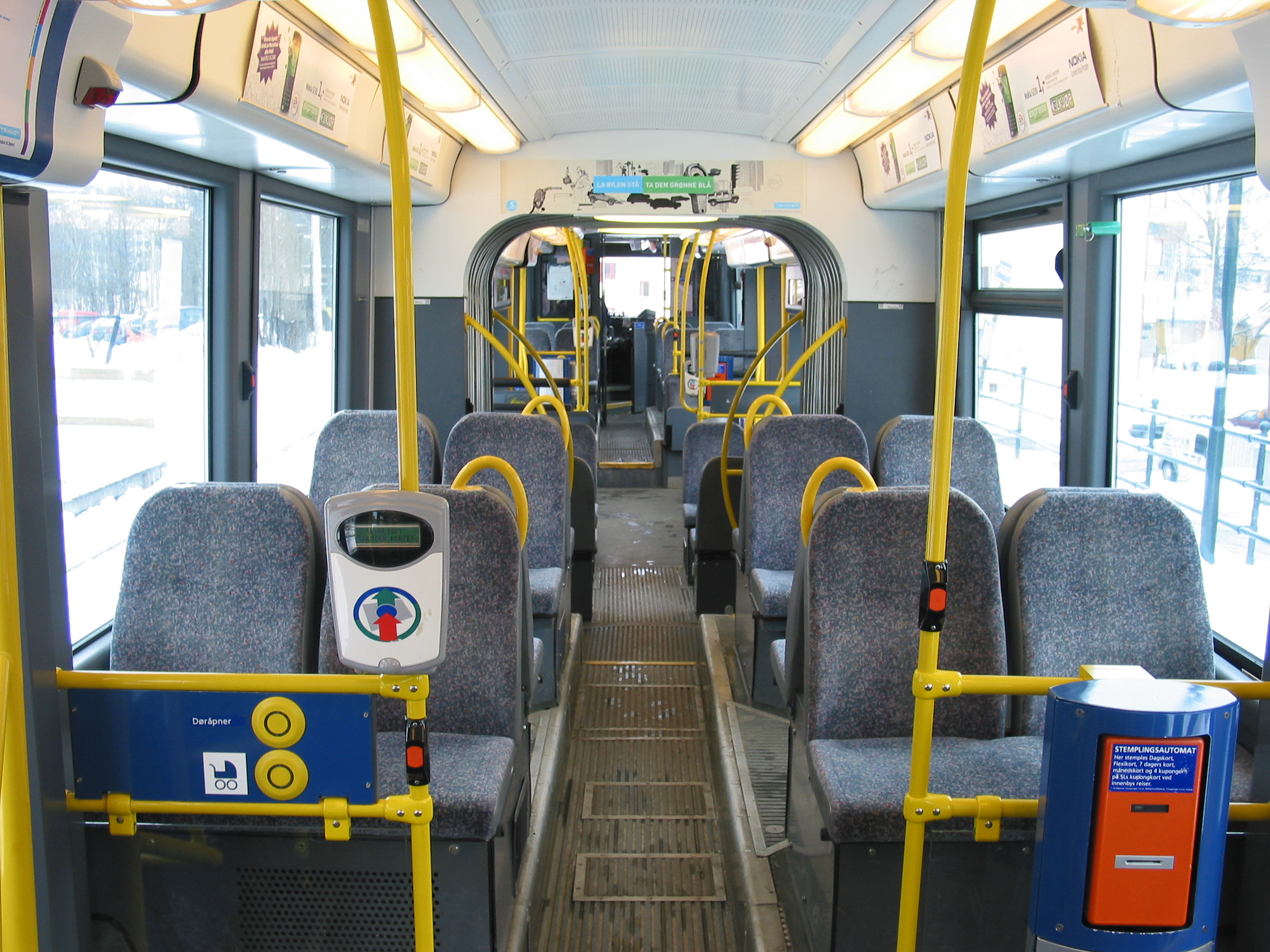
車内
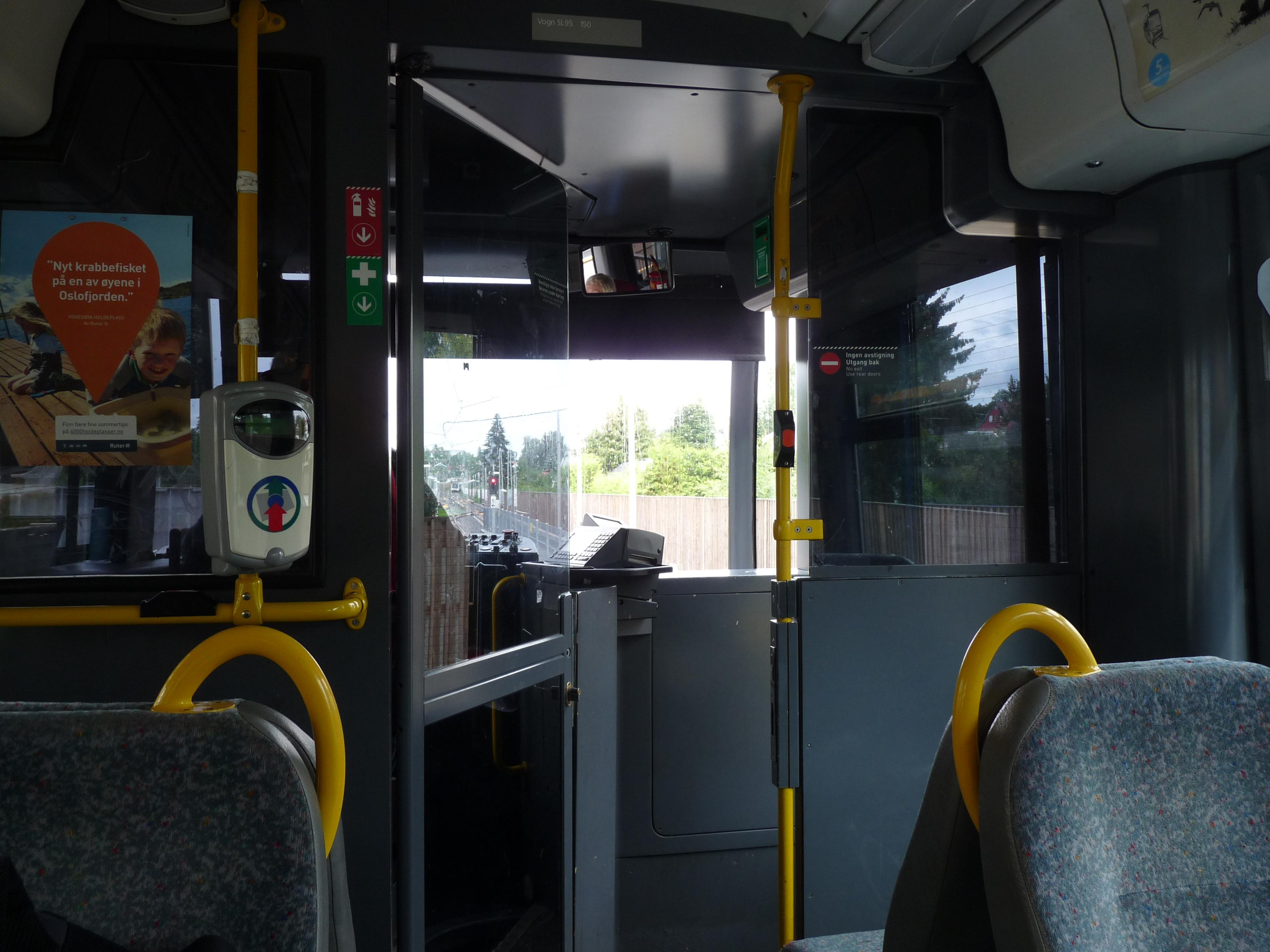
車内（運転台付近）
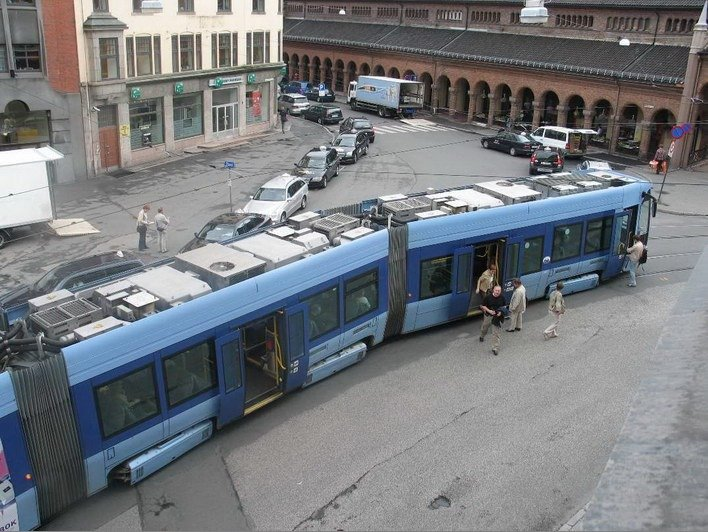
屋根上の機器（2007年撮影）

## 運用
最初の車両は1998年に落成し、当初は同年6月から営業運転を開始する予定だったが、製造工場の屋根が吹き飛ぶ事故が起きたことにより計画に遅れが生じ、実際の車両が完成したのは10月、営業運転を開始したのは翌1999年の5月30日となった。その後は2004年までに32両が導入されており、曲線半径が要因となり走行が出来ないマヨルシュトゥエン（Majorstuen）方面を除いた系統（13・17・18号線）で使用された。
一方、SL95は導入当初から複数のトラブルが報告されており、運行停止を余儀なくされる事態も幾度か起きていた。
- 騒音、冬季の機器の不良 - 2001年3月、オスロ運営主体公社はアンサルドの事業を受け継いだ合併企業のアンサルドブレーダに対し、設計値に対する機器の騒音の大きさや冬季に充電池や整流器が正常に動作しない問題を指摘し、騒音の要因であった主電動機の交換が実施される事となった。製造中であった車両に加え、既に運用に就いていた車両についても一時的に運用から外した上で機器の交換が2003年までに行われた[13][14][15]。
- 重量過多 - SL95は従来の路面電車よりも車両重量が重く、上記の騒音に加えて併用軌道上のアスファルトの破損が指摘されている[16]。
- 構体の腐食、亀裂 - 2004年に一部車両に連接部の腐食が確認され、2006年から2009年にかけてSL95の全車両に対する修繕工事が実施されたが、その後も構体の錆による腐食に加え全32両のうち30両の台枠に亀裂が発見された事で、2013年に修理のため全車両が運用を離脱する事態となり、全車が営業運転に復帰するまで一時的に代行バスが設定された[17][18][19]。

2017年以降は座席の布や破損した壁材、床材の交換などの修繕工事が継続して行われたが、これは引退までの延命措置を兼ねたものであった。

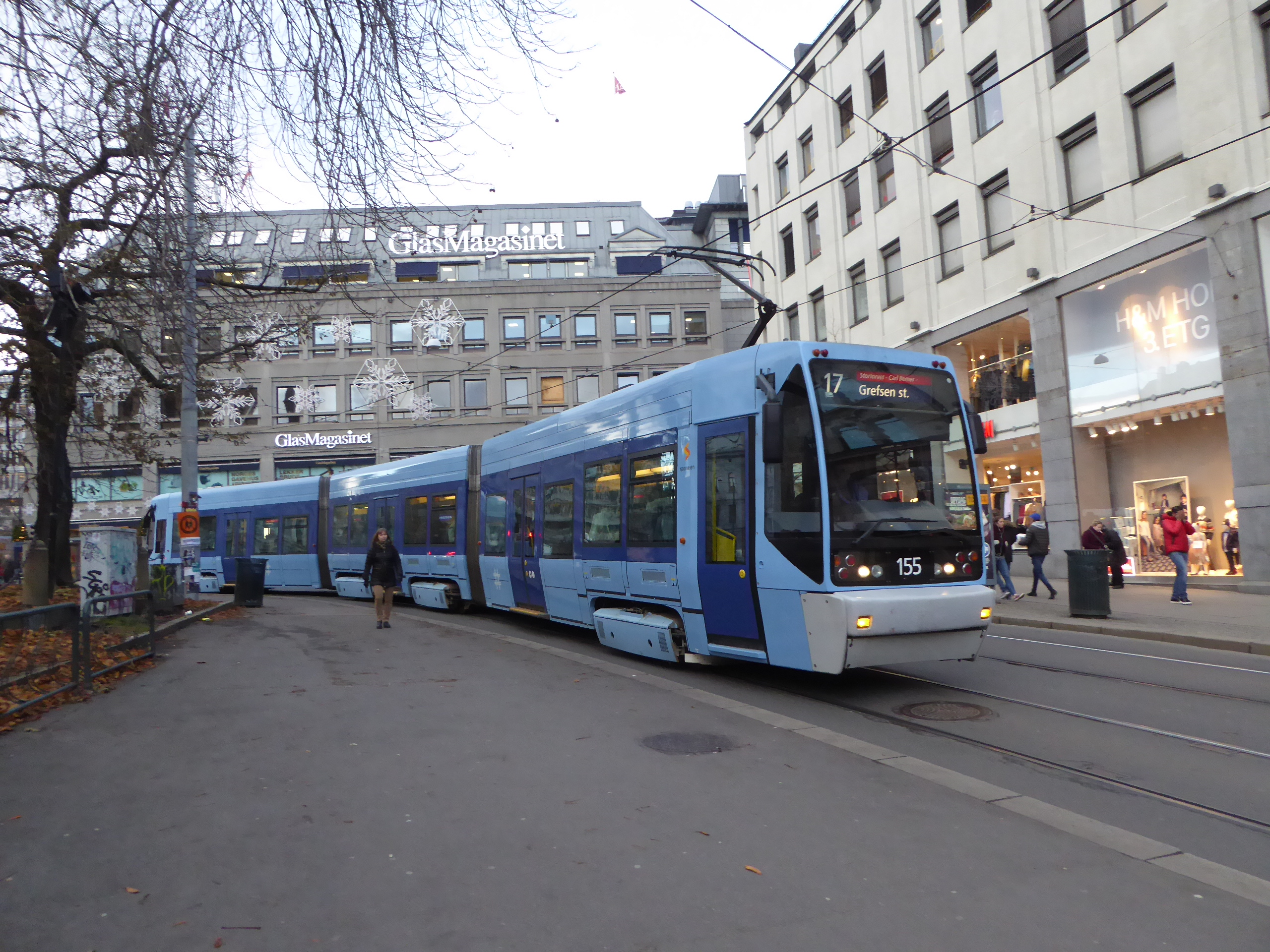
併用軌道を走行するSL95（2016年撮影）
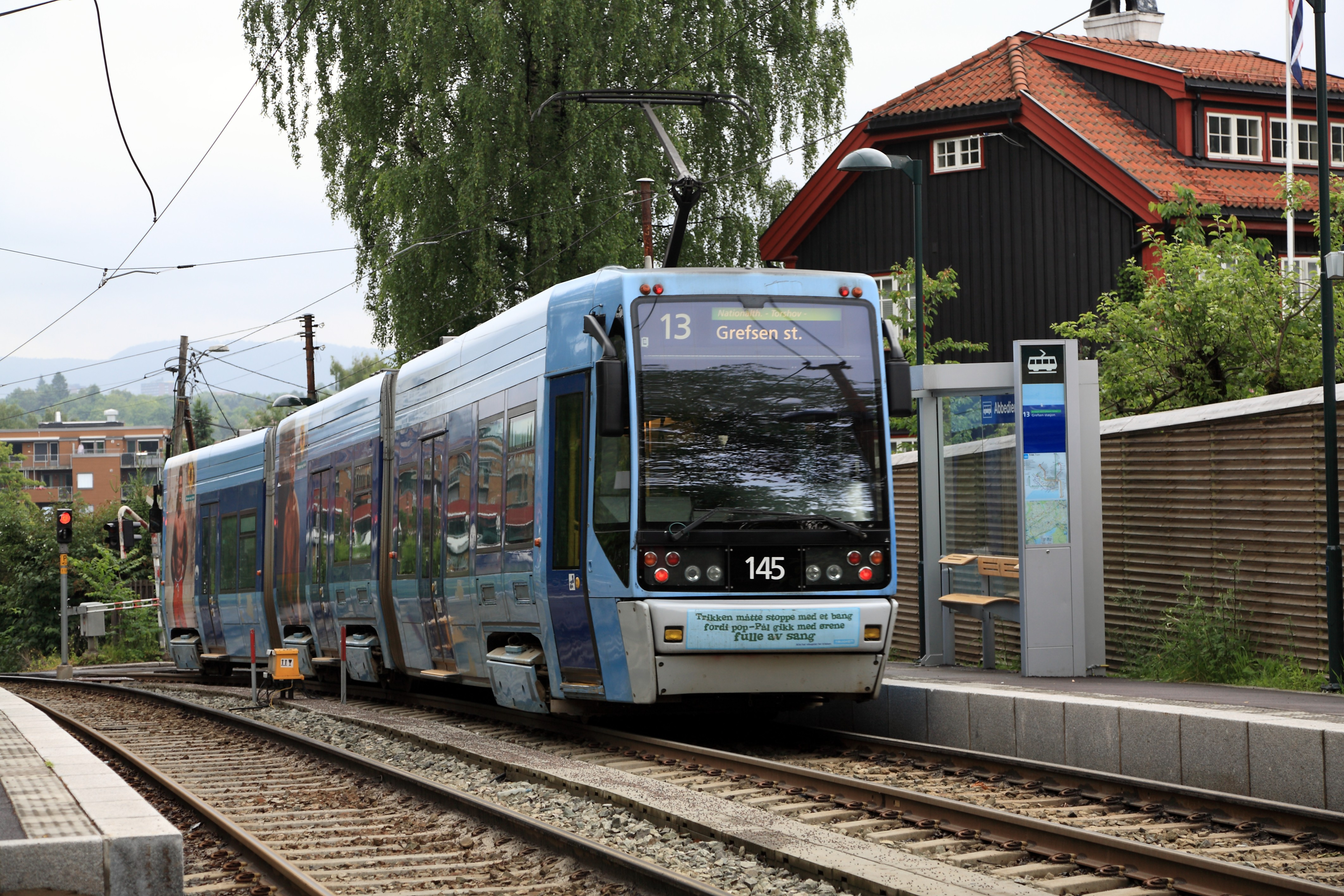
専用軌道を走行するSL95（2013年撮影）
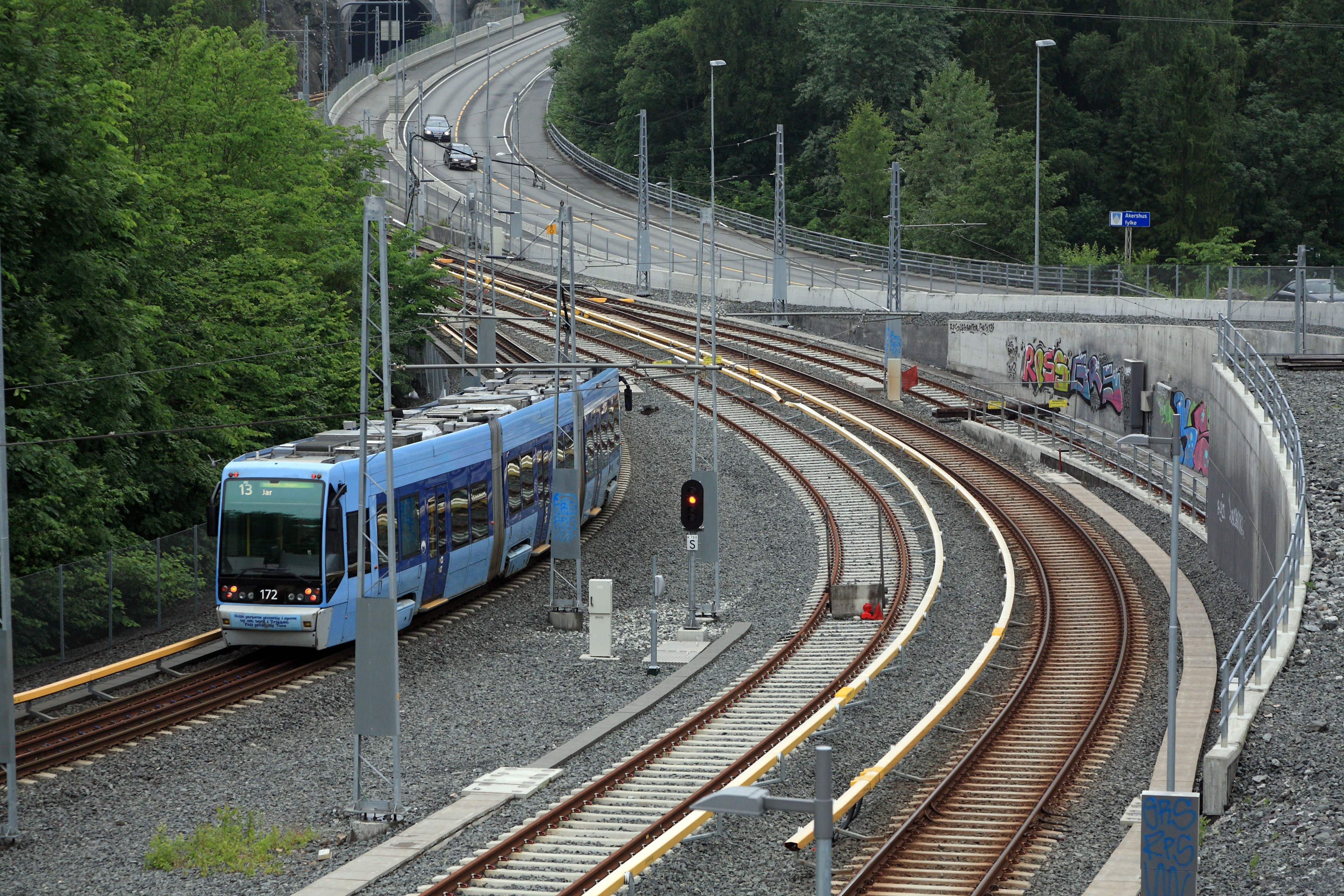
オスロ地下鉄に乗り入れるSL95（2013年撮影）

## 引退までの過程
前述したトラブルの頻発や予備部品の不足などにより、オスロ市電ではSL95に代わる新型電車の導入を2010年の時点で決定しており、その計画に基づき2020年代以降新型超低床電車のSL18の導入が開行われた。これに伴い、SL95は2023年以降急速に廃車が進められ、2025年時点で残存していたのは3両のみとなっていた。そして、最後まで運行が行われていた1両（166）についても、同年4月をもって営業運転を離脱した。